# Intento de golpe de Estado en Benín de 1977
El intento de golpe de Estado de Benín de 1977 (en francésː Opération Crevette, traducida como Operación Camarón) fue un intento fallido de un equipo de mercenarios liderados por franceses para derrocar al gobierno de la República Popular de Benín, dirigido por Mathieu Kérékou, cuyo partido comunista, el Partido Revolucionario del Pueblo de Benín (PRPB), era el único partido político permitido en el país. El golpe tuvo lugar el 17 de enero de 1977 e incluyó una invasión fallida de la ciudad portuaria de Cotonú por parte de mercenarios contratados por un grupo de rivales políticos benineses exiliados.
Bob Denard era el líder del grupo mercenario y aunque Jacques Foccart negó tener conocimiento del intento de golpe tras su fracaso, sí reconoció que había sido respaldado por Gnassingbé Eyadéma (Togo), Félix Houphouët-Boigny (Costa de Marfil), Omar Bongo (Gabón) y Hassan II (Marruecos), todos aliados de Francia.
El golpe sería uno de varios contra Kérékou que sobrevivió a numerosos intentos de derrocarlo, incluidos dos intentos de golpe en 1988.